# Katelijnebrug
De Katelijnebrug of Hoge Katelijnebrug (officiële naam: Brug in de ring R30) is een liggerbrug in Brugge. Ze is onderdeel van de stadsring R30 en ligt ter hoogte van het Kanaaleiland. De brug overspant het kanaal Gent-Brugge en de Bargeweg (R30a). Ze werd gebouwd in het begin van de jaren zeventig van de 20ste eeuw. Een eerste versie vertoonde dusdanige constructiefouten dat ze niet in gebruik mocht genomen worden en gesloopt diende te worden. Op 4 april 1974 werd de nagelnieuwe brug met gebruikmaking van 450 kg TNT, verdeeld over twaalf ladingen, door de Belgische Genie opgeblazen. Nadien volgde de bouw van de huidige brug.
Augustijnenbrug · brug A. J. Witteryckstraat · Bargebrug (IJsputbrug) · Begijnhofbrug (Wijngaardbrug) · Blinde-Ezelbrug · Boeveriepoortbrug · Bonifaciusbrug · Boudewijnbrug · Boudewijnsluisbrug · Buiten-Kruisvestbrug · Canadabrug · Carmersbrug · Colettijnebrug · Conzettbrug · Coupurebrug (Scharebrug) · Dambrug · Dampoortbruggen · brug Dampoortstraat & fietsbrug Dampoortstraat · Dudzelebrug · Dudzele Spoorbrug · Duinenbrug · Ezelbrug · Ezelpoortbrug · Fonteinbrug · Gentpoortbrug · Gouden-Handbrug · Groeningebrug · Gruuthusebrug · Gulden-Vliesbrug · Herdersbrug · Houtkaaibrug · Johannes Nepomucenusbrug · Jonckheerefietsbrug · Kapucijnenbrug · Karel van Manderbrug · Katelijnebrug · Katelijnepoortbrug · Ketsbruggebrug · Kleine Boudewijnbrug · Koningsbrug · Krakelebrug · Kruispoortbruggen · Leeuwbrug · Leonardsstuwbrug · Mariabrug · Meebrug · Minnewaterbrug · Minnewaterparkbrug · Molenbrug · Brug van Mylle · brug Odegemstraat · Oostmeersbrug · brug Oude Kortrijkstraat · Passantenfietsbrug · Peerdenbrug · Pharebrug · Pierre Vandammebrug 1 · Pierre Vandammebrug 2 · Pierre Vandammebrug 3 · Pierre Vandammebrug 4 · Predikherenbrug · Roskambrug · Sashuisbrug · Scheepsdalebrug · Sint-Annabrug · Sleutelbrug · Smedenpoortbrug · Snaggaardbrug · Steenbruggebrug · Straussbrug · Strobrug · Torenbrug · voetgangers- en fietsbrug Vaartdijkstraat-Lappersfortstraat · Van Bellenbrug · Visartbrug · Vlamingbrug · Waggelwaterbrug · Waggelwaterspoorbrug (nieuwe) · Waggelwaterspoorbrug (oude) · Walbrug · Warandebrug · Westmeersbrug · Wijngaardpleinbrug · Wulpenbrug · Zwankendammebrug